# Kontrofensywa antyradziecka na Łotwie (1919)
Kontrofensywa antyradziecka na Łotwie – działania zbrojne jednostek niemieckich – Bałtyckiej Landeswehry, Żelaznej Brygady (następnie Dywizji) oraz 1 Rezerwowej Dywizji Gwardii - wspierających rząd niepodległej Łotwy w walce z Armią Radzieckiej Łotwy o kontrolę nad ziemiami łotewskimi. Rozpoczęta 13 lutego od ataku Bałtyckiej Landeswehry na Kuldygę, trwała do końca marca 1919 r., gdy jednostki niemieckie opanowały całą Kurlandię, część Semigalii i osiągnęły linię Lelupy.

## Tło wydarzeń
Między grudniem 1918 r. a końcem stycznia roku 1919 Armia Czerwona zajęła niemal całe terytorium Łotwy, z wyjątkiem części Kurlandii – Lipawy oraz powiatów Grobiņa i Aizpute. Na zajmowanych terytoriach ustanowiono Łotewską Socjalistyczną Republikę Radziecką. Tymczasowy rząd proklamowanej w listopadzie 1918 r. niepodległej Łotwy wycofał się do Lipawy, gdzie przebywał pod osłoną oddziałów Bałtyckiej Landeswehry oraz brytyjskich okrętów wspierających w walce z bolszewikami rządy łotewski i estoński.
Rząd niemiecki był zdecydowany odbić ziemie łotewskie z rąk Armii Czerwonej, by odsunąć bolszewików od granic Prus Wschodnich. Na początku stycznia 1919 r. Niemcy podjęli działania na rzecz wzmocnienia swoich oddziałów przebywających w niezajętej przez Armię Czerwoną Kurlandii. Dowódcą Bałtyckiej Landeswehry został mjr Alfred Fletcher, nadal również prowadzono zaciąg do tej formacji, liczącej na początku stycznia 1919 niecałych 1700 żołnierzy (1200 bałtyckich Niemców, 400 Łotyszy, 70 Rosjan). Z ochotników walczących wcześniej w regularnych oddziałach niemieckich, wycofujących się z Łotwy od listopada 1918 r., stworzono natomiast Żelazną Brygadę, liczącą na początku roku 1919 ok. 2000 żołnierzy. 10 stycznia 1919 r. jej dowódcą został mjr Josef Bischoff, zdecydowano również o jej rozbudowie do rozmiarów dywizji. Wcześniej, 6 stycznia, rząd niemiecki wydał odezwę zachęcającą obywateli do zaciągania się do formacji broniących Prus Wschodnich przed bolszewikami i przed Polakami. 21 stycznia niemieckie dowództwo utworzyło Oberkommando Grenschutz Nord, któremu podporządkowano wszystkie oddziały niemieckie na północnym wschodzie, w celu skoordynowanego prowadzenia operacji przeciwko Łotewskiej i Litewsko-Białoruskiej Republice Radzieckiej. Ponadto na przełomie stycznia i lutego zarówno Bałtycką Landeswehrę, jak i Żelazną Brygadę podporządkowano dowództwu VI Korpusu Rezerwowego, stacjonującego w Lipawie. 26 stycznia dowództwo korpusu objął, a 1 lutego do Lipawy przybył gen. Rüdiger von der Goltz. W lutym 1919 r. dowodzone przez niego siły wzmocniono przysłaną z Niemiec 1 Rezerwową Dywizją Gwardii pod dowództwem gen. Paula Tiede, co oznaczało, że na początku marca siły von der Goltza liczyły ok. 13 tysięcy żołnierzy, z czego 4,5 tys. w szeregach Bałtyckiej Landeswehry i 3,5 tys. w Żelaznej Brygadzie. Jako że oddziały niemieckie były nadal wzmacniane również po rozpoczęciu ofensywy, w marcu ich przewaga liczebna nad Armią Radzieckiej Łotwy na froncie kurlandzkim stała się trzykrotna, a Żelazną Brygadę przemianowano na Żelazną Dywizję.
Sytuacja Łotewskiej Socjalistycznej Republiki Radzieckiej była tym trudniejsza, że w styczniu i lutym 1919 r. skuteczną kontrofensywę antybolszewicką przeprowadziła armia estońska, wspierana przez Wielką Brytanię, Szwecję i Danię. Wojska estońskie odrzuciły Armię Czerwoną na wschód i do połowy stycznia doprowadziły do upadku Estońskiej Komuny Ludu Pracującego. Łotewska SRR została zagrożona nie tylko z zachodu, ale też z północy.

## Przebieg kontrofensywy
W końcu stycznia niemieckie dowództwo zdecydowało o równoczesnym wszczęciu działań przeciwko Armii Czerwonej na Łotwie i na Litwie. Pierwszym celem wojsk operujących na Łotwie miało być osiągnięcie linii rzeki Lielupe, a zatem odrzucenie bolszewików o 100 km na wschód i całkowite wyparcie ich z Kurlandii. Na początku lutego 1919 r. linia frontu między wojskami niemieckimi a radzieckimi przebiegała od Windawy, na południowy zachód od Kuldygi, między Aizpute i Skrundą. Po stronie niemieckiej północny odcinek frontu był obsadzony przez oddziały Bałtyckiej Landeswehry, południowy - przez Żelazną Brygadę. Natomiast 1 Rezerwowa Dywizja Gwardii zajęła pozycje jeszcze dalej na południe, gdyż postawiono jej najpierw zadanie zdobycia litewskich Możejek, a dopiero później włączenia się do walk o łotewską Mitawę.
Pierwsze działania ofensywne podjęła Bałtycka Landeswehra, która 13 lutego wyparła jednostki Armii Czerwonej z Kuldygi. Następnie jednostki Landeswehry uderzyły na Windawę; port w tym mieście został równocześnie ostrzelany przez brytyjskie okręty; o brytyjskie wsparcie dla niemieckiej operacji prosił łotewski premier UImanis.

### Operacja Tauwetter
Następnie gen. Goltz zdecydował o uderzeniu na Mitawę z dwóch kierunków: wzdłuż linii kolejowej z Windawy do Tukums na lewym skrzydle oraz wzdłuż linii kolejowej z Aizpute przez Skrundę do Saldusu na prawym. Głównej uderzenie odbyć się miało na prawym skrzydle, co miało równocześnie zapewnić odcięcie Armii Czerwonej od linii kolejowej z Lipawy do Mitawy. Bałtyckiej Landeswehrze nakazano marsz z Windawy w kierunku Skrundy. Ta faza operacji nosiła kryptonim Tauwetter (Odwilż).
Natarcie wykonywały 1 Rezerwowa Dywizja Gwardii, zmierzająca ku Mitawie przez Możejki, oraz Żelazna Dywizja, której rozkazano marsz na Mitawę najkrótszą drogą. 1 Rezerwowa Dywizja Gwardii zajęła 2 marca Niewierany. Walki o Możejki trwały trzy dni: 3 marca miasto zostało zajęte przez wojska niemieckie, następnie odzyskane przez bolszewików i 5 marca zajęte ponownie. Następnie 1 Rezerwowa Dywizja Gwardii skierowała się na wschód ku Bauskiej. W tym samym czasie oddziały Landeswehry nadal zbliżały się do Tukums. 8 marca skoordynowany atak 1 Rezerwowej Dywizji Gwardii od południa i Żelaznej Dywizji z zachodu pozwolił zająć Łajżew.

### Operacja Eisgang
W kolejnej fazie działań, określonej kryptonimem Eisgang (Pochód Lodowy), jednostki niemieckie w dalszym ciągu posuwały się na wschód. Działania prowadzone na Łotwie były skoordynowane z operacjami III Korpusu na zachodniej i północnej Litwie. 12 marca Żelazna Dywizja opanowała stację kolejową Auce, a w dniu następnym - kolejne stacje kolejowe na linii z Możejek do Mitawy. Jednostki Bałtyckiej Landeswehry 14 marca weszły do Kandavy, zaś 15 marca do Tukums, Sati i Irlavy. Oddziały Armii Czerwonej, które po odejściu z Windawy broniły się na silnie umocnionych pozycjach wokół miasta, musiały w tej sytuacji odejść na wschód, by uniknąć okrążenia. 16 marca Bałtycka Landeswehra opanowała Talsi. Cała zachodnia Kurlandia znalazła się w rękach niemieckich. 17 marca jednostki niemieckie osiągnęły założenia operacji Eisgang, a Żelazna Dywizja i jednostki Landeswehry dotarły nawet dalej na wschód. Kolejnym celem było zajęcie Mitawy.

### Operacja Frühlingswind
Plan ataku na Mitawę zakładał oskrzydlające uderzenie na miasto z prawego skrzydła, od strony Bauskiej, siłami wojsk 1 Rezerwowej Dywizji Gwardii. Postawiono jej zadanie odcięcia Mitawy od linii kolejowej prowadzącej do Jaunjelgavy, a następnie od drogi i linii kolejowej do Rygi. Grupa wydzielona z Żelaznej Dywizji, dowodzona przez por. von Hagena miała, idąc od wschodu, odciąć oddziałom Armii Radzieckiej Łotwy drogę odwrotu na północny wschód. Wesprzeć miała ją Landeswehra, przeprawiając się na północy przez Lelupę i zamykając pierścień okrążenia miasta.
Podczas przekraczania rzeki pod Kalnciems jednostki Landeswehry napotkały trudności i w rezultacie ruszyły w kierunku miasta wzdłuż drogi Tukums-Mitawa, pozostając na zachodnim brzegu Lelupy. 18 marca to one jako pierwsze dotarły do zachodnich dzielnic miasta. Z kolei natarcie Żelaznej Dywizji pozwoliło jej 22 marca zdobyć przyczółek na wysokości Mitawy na przeciwległym brzegu rzeki. 1 Rezerwowa Dywizja Gwardii stoczyła z jednostkami Armii Czerwonej ciężkie walki o Bauską, zakończone ostatecznie powodzeniem i opanowaniem całego miasteczka, co oznaczało zdobycie drugiego przyczółka na wschodnim brzegu Lelupy. Radzieckie kontrnatarcie na północnym odcinku frontu pozwoliło na krótko odebrać Niemcom Tukums, jednak oddziały bolszewików szybko zostały stamtąd wyparte. Niemcom nie udało się natomiast powstrzymać odwrotu jednostek Armii Radzieckiej Łotwy, które były zmuszone oddać Mitawę, lecz zdołały odejść, unikając okrążenia. Na linii rzeki natarcie niemieckie zostało zatrzymane.
Cele ostatniej fazy niemieckiej kontrofensywy na Łotwie wiosną 1919 r. nie zostały w pełni zrealizowane. Na ponad półtora miesiąca ustabilizował się front wyznaczony przez linię Lelupy, od Slokiej do Bauskiej. W rękach Łotewskiej SRR pozostały ziemie łotewskie na wschód od rzeki, z wyjątkiem przyczółków w Bauskiej i pod Mitawą, których Armia Czerwona nie zdołała zlikwidować, a także ziem na północ od Valki, które opanowały wojska estońskie w marcu 1919 r., korzystając z zaangażowania głównych sił bolszewików w walkę z Niemcami.